# Pteromalus vanessae
Pteromalus vanessae is een vliesvleugelig insect uit de familie Pteromalidae. De wetenschappelijke naam is voor het eerst geldig gepubliceerd in 1889 door Howard.